# Мамо Волде
Дегага "Мамо" Волде  (амх. ማሞ ወልዴ, 12 червня 1932) — ефіопський легкоатлет, олімпійський чемпіон.

## Виступи на Олімпіадах
| Олімпіада     | Дисципліна              | Місце      |
| ------------- | ----------------------- | ---------- |
| Мельбурн 1956 | біг на 800 метрів       | 7 h1 r1/3  |
| Мельбурн 1956 | біг на 1500 метрів      | 11 h1 r1/2 |
| Мельбурн 1956 | естафета 4 x 400 метрів | 5 h3 r1/2  |
| Токіо 1964    | біг на 10 000 метрів    | 4          |
| Токіо 1964    | марафонський біг        | участь     |
| Мехіко 1968   | біг на 5000 метрів      | 3 h1 r1/2  |
| Мехіко 1968   | біг на 10 000 метрів    | 2          |
| Мехіко 1968   | марафонський біг        | 1          |
| Мюнхен 1972   | марафонський біг        | 3          |